# Macronadata
Macronadata is een geslacht van vlinders van de familie tandvlinders (Notodontidae), uit de onderfamilie Notodontinae.

## Soorten
- M. aurivilliusi Kiriakoff, 1954
- M. collaris Möschler, 1887
- M. inculta Kiriakoff, 1964
- M. tigris Kiriakoff, 1966
- M. viridis Druce, 1910